# Шевцов, Виталий Евгеньевич
Виталий Евгеньевич Шевцов (17 апреля 1952, Рига — 23 июля 2016) — калининградский писатель
, член Союза писателей России c 2004 г., председатель правления Калининградского регионального отделения Общероссийской общественной организации «Союз писателей России» (Балтийская писательская организации) c 2007 по 2016 г.

## Награды
Награжден Почетным знаком «За гуманизм и милосердие», медалью Василия Шукшина (2014), медалью « За заслуги в патриотическом воспитании молодежи» (2015), лауреат литературной премии «Справедливый мир» (2005), лауреат I международного литературного фестиваля «Славянские традиции-2009», международного литературного конкурса «Перекресток-2009» Чеховского общества (Дюссельдорф, Германия), лауреат II международного конкурса детской и юношеской художественной и научно-популярной литературы им. А. Н. Толстого, лауреат международного литературного конкурса «Литературная Вена-2009», лауреат международного литературного конкурса, посвященного 65-летию Победы «…И память сердца говорит», лауреат премии имени С. Т. Аксакова в детской и юношеской литературе губернатора Оренбургской области (2013), премии им. Эдуарда Володина Союза писателей России «Имперская культура» в номинации «Публицистика» (2013), премии первого Калининградского регионального литературного конкурса в номинации «За культурно-просветительскую деятельность в области литературы» (2015).
23 июля 2017 года Центральной городской библиотеке города Мамоново Калининградской области было присвоено имя писателя-прозаика Шевцова Виталия Евгеньевича. 

## Биография
Родился 17 апреля 1952 в г. Рига в семье военнослужащего Евгения Дмитриевича (1926—1976) и торгового работника Марии Ипполитовны (1933—2007) Шевцовых.
С 1969 по 1970 учился в Пинском техникуме мясной и молочной промышленности. Во время учебы в техникуме играл в Пинском народном драматическом театре, за что ему было присвоено звание «Артист народного театра».
В 1970 г был призван на службу в ВС СССР, которую проходил в ансамбле песни и пляски Белорусского военного округа и ансамбле Центральной группы войск в Чехословакии.
С 1973 г по 1979 г работал в молочной промышленности в Белоруссии. В 1979 году был призван на контрактную службу в Вооруженные силы СССР. Службу проходил в ВДВ и ВМФ, военном представительстве МО РФ.
С 1986 г. проходил службу в г. Калининграде.
Жена Галина Николаевна, дети — Инга и Евгений, внук Никита.
В 1999 г вышел на пенсию и занялся литературной деятельностью.

## Литературная деятельность
С 2000 г. стал печататься в региональной прессе: в газетах «Янтарный караван», «Маяк Балтики», «Калининградская правда», «Калининградский аграрий», «Страж Балтики», «Российский писатель», «Калининградское время», в Российских и зарубежных литературно- художественных и общественно- политических журналах: «Балтика-Калининград», «Север» (Петрозаводск), «Наш современник» (Москва), «Балтика» (Эстония),
«Подсолнушек» (Москва), «Лесная новь» (Москва), «Новая библиотека» (Москва), «Российская Федерация сегодня» (Москва), «Десна» (Брянск),
«Воинское братство» (Москва), «Литературная Вена» (Австрия), «Мозаика Юга» (Краснодар).